# Tripelma pallidum
Tripelma pallidum är en tvåvingeart som först beskrevs av Jean-Jacques Kieffer 1913.  Tripelma pallidum ingår i släktet Tripelma och familjen fjädermyggor. Inga underarter finns listade i Catalogue of Life.